# Jurij Moltjan
Jurij Sergejevitj Moltjan (ryska: Юрий Сергеевич Молчан), född den 8 april 1983 i Tiraspol i Moldaviska SSR i Sovjetunionen (nu de jure Moldavien; de facto Transnistrien), är en rysk fäktare som tog OS-brons i herrarnas lagtävling i florett i samband med de olympiska fäktningstävlingarna 2004 i Aten.